# Lodja
Lodja is een stad in de Democratische Republiek Congo en is de voormalige hoofdplaats van de provincie Sankuru.
Lodja telt naar schatting 70.000 inwoners.
Een paar kilometer ten noorden van de stad bevindt zich de luchthaven van Lodja (IATA-luchthavencode LJA) met een niet verharde landingsstrip van 1.600 meter op een hoogte van 502 meter boven zeespiegel.
De taal die er gesproken wordt is voornamelijk het Tetela, een Bantoetaal.

## Geografie
De plaats is gelegen op de rechteroever van de  Lukenie rivier, aan de nationale weg 7 op 435 km (over de weg) ten noorden van de provinciale hoofdstad Lusambo.
Lodja is een stad die sinds korte tijd in de provincie Sankuru ligt; dat is een van de nieuwe provincies van Congo, voordat het een district was dat behoorde tot de provincie Kasaï Occidental.
De provincie Sankuru ligt in het centrum van Congo-Kinshasa op een gemiddelde hoogte van 450 meter boven zeeniveau.
Het tropische klimaat in het gebied wordt gekenmerkt door twee hoofdseizoenen:
- het droge seizoen (half mei tot eind augustus) dat wordt gekenmerkt door hoge temperaturen, wind en mist in de ochtend. Het is het seizoen dat veel op de velden wordt gewerkt.
- het regenseizoen (de andere maanden), met veel zware buien.

Wat vegetatie betreft wisselen de landschappen van de provincie af tussen savannes en tropisch bos, maar bij Lodja is het voornamelijk bos.
Lodja is de belangrijkste stad van de provincie Sankuru op demografisch, strategisch en voorzieningenniveau, omdat het op het kruispunt van gebieden van Sankuru ligt.
De wegen-infrastructuur in de provincie is niet erg goed. Het duurt 2,5 dagen om per auto of motor Mbuji-Mayi te bereiken; anderhalve dag om Kananga te bereiken, en een week met de auto om Kinshasa te bereiken.

## Geschiedenis
Oorspronkelijk waren het de Pygmeeën die in het gebied woonden, daarna kwamen de Mongo uit het gebied langs de Nijl. Hiervan stammen de Batetela af, de huidige inwoners van Sankuru.
De Belgen koloniseren daarna geleidelijk Congo-Vrijstaat en komen vrij laat in Sankuru aan gezien de geografische situatie.
De Batetela keerden zich tegen deze nieuwe invasie en begonnen van 1895 tot 1900 de Batetela rebellie.
Rond 1915 arriveerden de eerste zendelingen, waaronder de Witte Vaders en de Methodisten.
In 1960 werd Congo onafhankelijk. De leider van de onafhankelijkheidsbeweging is Patrice Lumumba, oorspronkelijk afkomstig uit de provincie Sankuru. Hij wordt de eerste officiële minister.
Na het vertrek van de Belgen ontstond een chaotische situatie waarin Lumumba in 1961 werd vermoord in de provincie Katanga.
Van 1964 tot 1966 was Lodja de hoofdstad van de provincie Sankuru.
De staatsgreep van Mobutu vond plaats in 1965, hij regeerde 36 jaar als dictator over Congo. Gedurende deze periode liet hij de provincie Sankuru volledig ingesloten omdat hij bang was dat de revolutionaire krijgers van Tetela in opstand zouden komen.
In 1997, tijdens een oorlog waarvan de frontlinie in Lodja lag, kwam Laurent-Désiré Kabila aan de macht, die vijf jaar later werd vermoord. Zijn zoon Joseph Kabila kreeg tijdens de overgang de macht, waarna hij bij de eerste democratische verkiezingen in 2006 officieel door het volk werd gekozen en in 2011 werd herkozen.
Gezien het verleden en de reputatie van de mensen die daar wonen, is Sankuru altijd erg geïsoleerd gebleven.

## Bevolking
De laatste volkstelling dateert van 1984, er waren toen 28.671 inwoners; de jaarlijkse bevolkingsgroei wordt geschat op 2,46%.
In 2004 waren er naar schatting 52.800 en in 2012 64.150 inwoners.

## Economie
Lodja is tamelijk geïsoleerd gelegen vanwege het ontbreken van een goede infrastructuur voor wegtransport (slechte wegen); er is een vliegveld met onverharde baan. Er zijn in de regio geen grote bedrijven gevestigd; slechts kleine lokale bedrijven en kleine boerderijen of de ambachtelijke exploitatie van diamanten.
De landbouw is het belangrijkst, mensen verbouwen voornamelijk bergrijst, cassave, bonen, pinda's en maïs. Maar omdat de wegen slecht zijn, hebben boeren moeite om hun gewassen buiten hun dorp te brengen om het te verkopen. Daarom cultiveren ze niet veel meer dan wat nodig is om hun gezin het hele jaar door te voeden. Vroeger waren er koffie- katoen- en rubberplantages, die zijn verlaten omdat het niet meer winstgevend is.
Sankuru · Bas-Uele · Kongo Central · Kwango · Kwilu · Mai-Ndombe · Kinshasa · Kasaï · Lulua · Kasaï oriental · Lomami · Maniema · Zuid-Kivu · Noord-Kivu · Ituri · Haut-Uele · Tshopo · Noord-Ubangi · Mongala · Zuid-Ubangi · Evenaarsprovincie · Tshuapa · Tanganyika · Haut-Lomami · Lualaba · Haut-Katanga